# 彼得·高尔顿
彼得·马尔科姆·高尔顿（1942年3月14日—）是英裔美籍古脊椎动物学家，和美国古生物学教科书作者，现任橋港大學名誉教授和耶鲁大学皮博迪自然史博物館古动物展览策展人。他的主要研究方向为恐龙中的鳥臀目和板龍科。
1974年，彼得和羅伯特·巴克在《自然》期刊发表论文，他们认为恐龙单独构成一个自然单系群，而非之前人们普遍认为的多系群。这个观点掀起了恐龙研究的一场革命，也是1960年代晚期开始的恐龍文藝復興重要推动力之一。
他命名了卡洛夫龍屬、卡米洛特龍屬、賴索托龍屬和雅爾龍屬等恐龙。

## 出版物
- Galton, Peter M. . Journal of Paleontology. 1970, 44 (3): 464–473.
- Galton, Peter M. . Lethaia. 1973, 6 (1): 67–89. doi:10.1111/j.1502-3931.1973.tb00873.x.